# Tiariturris libya
Tiariturris libya é uma espécie de gastrópode do gênero Tiariturris, pertencente a família Pseudomelatomidae.